# Xian de Ngamring
Le xian de Ngamring (tibétain : ངམ་རིང་རྫོང, Wylie : ngam ring rdzong, pinyin tibétain : Ngamring Zong ; chinois simplifié : 昂仁县 ; pinyin : Ángrén Xiàn) est un district administratif de la région autonome du Tibet en Chine. Il est placé sous la juridiction de la ville-préfecture de Xigazê.

## Démographie
La population du district était de 45 293 habitants en 1999.

## Villes et villages
- Riwoché